# Pseudina cyanostigma
Pseudina cyanostigma är en fjärilsart som beskrevs av Paul Dognin 1907. Pseudina cyanostigma ingår i släktet Pseudina och familjen nattflyn. Inga underarter finns listade i Catalogue of Life.